# Rock the Kasbah
Rock the Kasbah è un film del 2015 diretto da Barry Levinson con protagonista Bill Murray.
Il film è dedicato a Setara Hussainzada, che ha avuto il coraggio di cantare e ballare ad Afghan Star.

## Trama
Richie Lanz, un manager musicale e scopritore di talenti di Los Angeles ormai in fallimento e legato alla sua unica cliente, la giovane cantante spiantata Ronnie, viene consigliato da un amico in un bar di lanciarla in Afghanistan in un evento per i soldati americani. Giunti lì, però, le cose non vanno come previsto anche per il clima di guerra presente e Ronnie, presa dalla frustrazione, fugge dal paese e Richie si trova tutto solo in un hotel di Kabul senza soldi né documenti, dato che lei se li porta via. Lì conosce una ragazza americana che fa la prostituta, Merci, e due tipi che gli offrono un lavoro: trasportare armi ad un villaggio pashtun dove scopre la voce straordinaria di Salima, una ragazza del posto. Richie deciderà così di portarla alla competizione musicale televisiva Afghan Star con l'aiuto di Merci, anche se quest'idea azzardata sfida la cultura locale.

## Produzione
Il budget del film è stato di 15 milioni di dollari.
Le riprese del film iniziano il 2 giugno e terminano il 30 luglio 2014.

## Promozione
Il primo trailer del film viene diffuso l'11 giugno 2015.

## Distribuzione
La pellicola, inizialmente programmata per il 24 aprile 2015, è stata distribuita nelle sale cinematografiche statunitensi a partire dal 23 ottobre dello stesso anno. In Italia è arrivato a partire dal 5 novembre.

## Accoglienza
Il film è stato uno dei peggiori flop del 2015, accolto negativamente sia dal pubblico che dalla critica, ha incassato solo 2,9 milioni di dollari in tutto il mondo.